# Let's Do It for Johnny!
Let's Do It for Johnny! è il terzo album in studio della band pop punk Bowling for Soup, pubblicato nel 2000 dalla Jive Records.

## Tracce
Tutte le canzoni sono scritte da Jaret Reddick, eccetto dove indicato.
1. Suckerpunch – 3:18
2. The Bitch Song – 3:23
3. Pictures He Drew – 3:22
4. Dance With You – 3:29
5. You and Me – 4:06
6. Scope – 3:32
7. Valentino – 3:27
8. Belgium (Reddick, Chandler) – 3:24
9. Andrew – 2:05
10. Boulevard – 3:34
11. Hang On – 3:36
12. Summer of '69 (B.Adams/J.Vallance) – 3:05
13. All Figured Out – 4:13

## Formazione
- Chris Burney - chitarra, voce
- Jaret Reddick - voce, chitarra
- Erik Chandler - basso, voce
- Gary Wiseman - batteria